# العمرو
العمرو إحدى قرى مركز الحسنة التابع لمحافظة شمال سيناء بجمهورية مصر العربية.